# 德翠里
25°01′29″N 121°27′24″E / 25.0248069°N 121.4566876°E
德翠里為台灣新北市板橋區轄下之一里，面積約0.4358平方公里。臨中正里、新生里、幸福里、新海里。昔時江子翠地區，德翠里於1985年12月13日由吉翠里分出。 里內有玫瑰公園在板橋區綠堤街（聯合醫院旁），公園內有步道、籃球場、涼亭、桌球室、室外體健設施等。